# György Apponyi
Pour les autres membres de la famille, voir Famille Apponyi.
Dans le nom hongrois Apponyi György, le nom de famille précède le prénom, mais cet article utilise l’ordre habituel en français György Apponyi, où le prénom précède le nom.
Le comte György Apponyi de Nagyappony, né le 29 décembre 1808 à Presbourg et mort le 28 février 1899 à Éberhárd, est un homme politique hongrois, grand chancelier du royaume de Hongrie en 1848.

## Le domaine de Hőgyész
Claude Florimond de Mercy acquiert le domaine de Hőgyész dans le comitat de Tolna en Hongrie en 1722. Il est ensuite acheté par György Apponyi en 1772. Il est reconstruit à la fin du XVIIIe siècle par son fils, le comte Antal György Apponyi, qui y passe la majorité du temps jusqu'à sa mort. Le château revint plus tard au petit-fils d'Antal George, Károly Apponyi (1805-1890), à son fils Géza (1853-1927) et au fils de ce dernier, Károly (1878-1959) qui le vend à l'État hongrois en 1939. Pendant et après la Seconde Guerre mondiale, il devient un centre pour les déplacées et un hôpital militaire, puis une école. Il est privatisé en 1999 et rénové en hôtel de luxe. Il a été mêlé aux ennuis de l'homme d'affaires controversé Ghaith Pharaon qui le mène à la fermeture dans les années 2010,.